# Gertrudis de Hohenberg
Gertrudis de Hohenzollern (h. 1225-16 de febrero de 1281) fue la primera reina consorte de Rodolfo I de Habsburgo.

## Familia
Era hija de Burcardo V, conde de Hohenberg (m. 1253) y de su esposa Mechtilda de Tubinga.
Sus abuelos paternos fueron Burkard IV, conde de Hohenberg, y una esposa cuyo nombre se desconoce. Sus abuelos maternos fueron Rodolfo II, conde palatino de Tubinga y su esposa, una hija de Enrique, margrave de Ronsberg y Udilhilda de Gammertingen. Burkard IV era hijo de Burkard III, conde de Hohenberg, quien era uno de los dos hijos de Burkard II, conde de Hohenberg. Gobernó junto con su hermano Federico, conde de Hohenberg. Su hermano no tenía descendientes conocidos y los dos hermanos, por lo tanto, tuvieron un solo sucesor. Burkard II fue uno de los cinco hijos conocidos de Federico I, conde de Zollern y su esposa Udahilda de Urach. Federico I era el hijo de Burkard I, conde de Zollern.

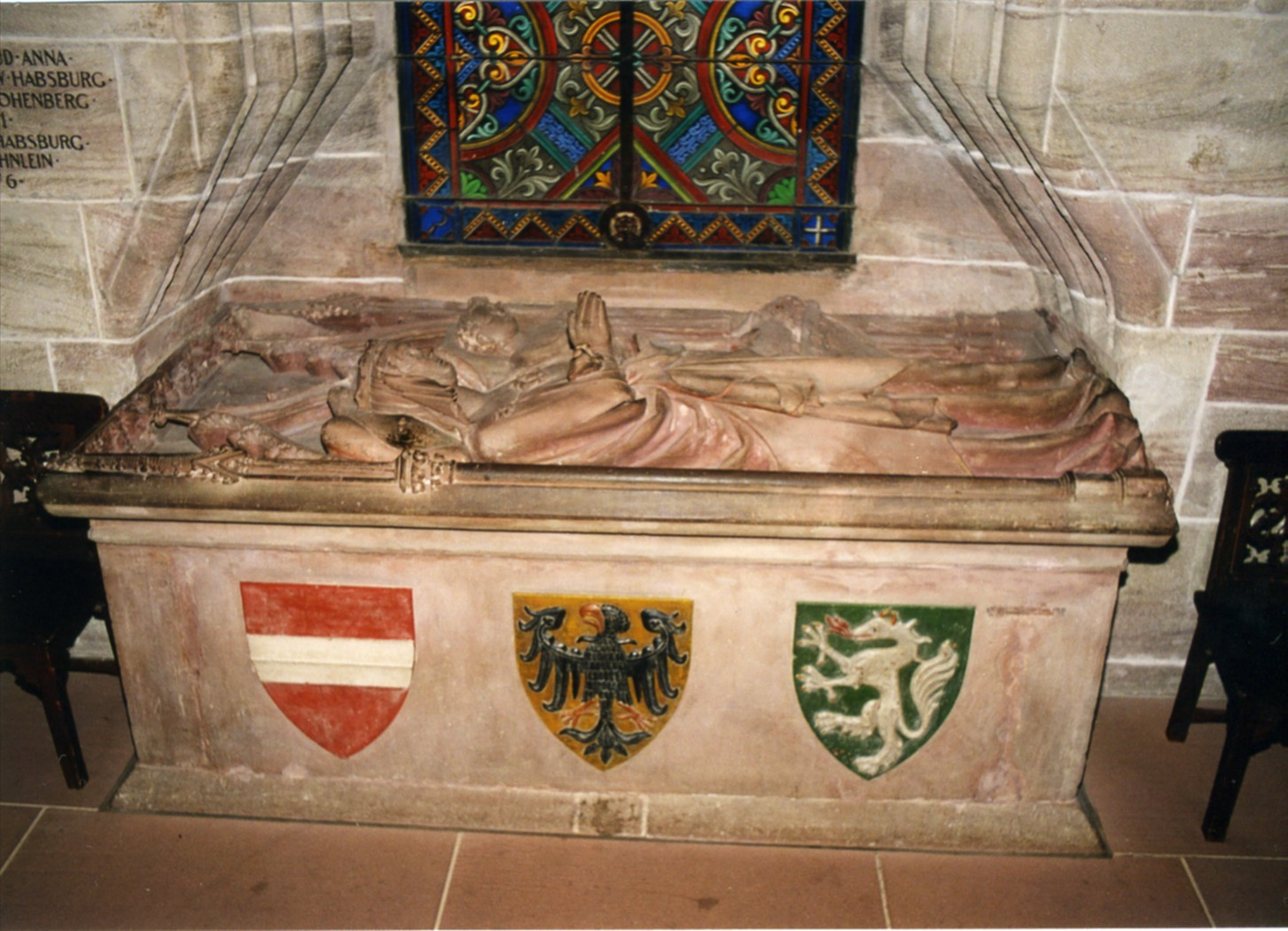
Tumba en Basilea.

## Familia y descendencia
En 1245, Gertrudis se casó con Rodolfo IV, conde de Habsburgo. Tuvieron nueve hijos:
1. Matilde de Habsburgo (Rheinfelden, h. 1251/53 - Múnich, 23 de diciembre de 1304), casada en 1273 en Aquisgrán con Luis II, duque de Baviera y madre de Rodolfo I, duque de Baviera y de Luis IV de Baviera, Emperador del Sacro Imperio.
2. Alberto I de Habsburgo (julio de 1255-1 de mayo de 1308), duque de Austria y de Estiria.
3. Catalina de Habsburgo (1256-Landshut, 4 de abril de 1282), casada en 1279 en Viena con Otón III Duque de Baviera, más tarde Bela V de Hungría. No tuvo descendencia.
4. Inés de Habsburgo (h. 1257-Wittenberg, 11 de octubre de 1322), casada en 1273 con Alberto II de Sajonia y madre de Rodolfo I, duque de Sajonia-Wittenberg.
5. Eduvigis de Habsburgo (m. 1285/86), casada en 1270 en Viena con Otón VI, margrave de Brandeburgo-Salzwedel, no tuvo descendencia.
6. Clemencia de Habsburgo (h. 1262-después del 7 de febrero de 1293), casada en 1281 en Viena con Carlos Martel de Anjou-Sicilia, el candidato papal al trono de Hungría, y madre del rey Carlos I de Hungría y de la reina Clemencia de Francia.
7. Hartmann (Rheinfelden, 1263-21 de diciembre de 1281), ahogado en Rheinau.
8. Rodolfo II, duque de Austria y Estiria (1270-Praga, 10 de mayo de 1290), duque de Suabia, padre de Juan el Parricida de Austria.
9. Judith de Habsburgo (13 de marzo de 1271-Praga, 18 de junio de 1297), casada el 24 de enero de 1285 con el rey Wenceslao II y madre del rey Wenceslao III de Bohemia, Polonia y Hungría, de la reina Ana de Bohemia (1290-1313) y de la reina Isabel I de Bohemia (1292-1330), condesa de Luxemburgo.
10. Carlos (1276-1276).

Su esposo fue elegido rey de Alemania en Fráncfort el 29 de septiembre de 1273, en gran medida debido a los esfuerzos de su primo Federico III, burgrave de Núremberg. Rodolfo fue coronado en Aquisgrán el 24 de octubre de 1273. Fue su reina consorte los siguientes ocho años. 
Murió en Viena, a principios del año 1281. Rodolfo permaneció viudo durante tres años y luego se casó con Isabel de Borgoña.

## Linaje
|  |                                               |  |  |  |  |  |  |  |  |  |  |  |  |  |  |  |
|  | 16. Burcardo II de Zollern                    |  |  |  |  |  |  |  |  |  |  |  |  |  |  |  |
|  |                                               |  |  |  |  |  |  |  |  |  |  |  |  |  |  |  |
|  |                                               |  |  |  |  |  |  |  |  |  |  |  |  |  |  |  |
|  | 8. Burcardo III, conde de Hohenburg           |  |  |  |  |  |  |  |  |  |  |  |  |  |  |  |
|  |                                               |  |  |  |  |  |  |  |  |  |  |  |  |  |  |  |
|  |                                               |  |  |  |  |  |  |  |  |  |  |  |  |  |  |  |
|  | 4. Burcardo IV, conde de Hohenburg            |  |  |  |  |  |  |  |  |  |  |  |  |  |  |  |
|  |                                               |  |  |  |  |  |  |  |  |  |  |  |  |  |  |  |
|  |                                               |  |  |  |  |  |  |  |  |  |  |  |  |  |  |  |
|  | 2. Burcardo V, conde de Hohenburg             |  |  |  |  |  |  |  |  |  |  |  |  |  |  |  |
|  |                                               |  |  |  |  |  |  |  |  |  |  |  |  |  |  |  |
|  |                                               |  |  |  |  |  |  |  |  |  |  |  |  |  |  |  |
|  | 1. Gertrudis de Hohenburg                     |  |  |  |  |  |  |  |  |  |  |  |  |  |  |  |
|  |                                               |  |  |  |  |  |  |  |  |  |  |  |  |  |  |  |
|  |                                               |  |  |  |  |  |  |  |  |  |  |  |  |  |  |  |
|  | 24. Hugo II, conde palatino de Tubinga        |  |  |  |  |  |  |  |  |  |  |  |  |  |  |  |
|  |                                               |  |  |  |  |  |  |  |  |  |  |  |  |  |  |  |
|  |                                               |  |  |  |  |  |  |  |  |  |  |  |  |  |  |  |
|  | 12. Rodolfo I, conde palatino de Tubinga      |  |  |  |  |  |  |  |  |  |  |  |  |  |  |  |
|  |                                               |  |  |  |  |  |  |  |  |  |  |  |  |  |  |  |
|  |                                               |  |  |  |  |  |  |  |  |  |  |  |  |  |  |  |
|  | 25. Isabel de Bregenz                         |  |  |  |  |  |  |  |  |  |  |  |  |  |  |  |
|  |                                               |  |  |  |  |  |  |  |  |  |  |  |  |  |  |  |
|  |                                               |  |  |  |  |  |  |  |  |  |  |  |  |  |  |  |
|  | 6. Rodolfo II, conde palatino de Tubinga      |  |  |  |  |  |  |  |  |  |  |  |  |  |  |  |
|  |                                               |  |  |  |  |  |  |  |  |  |  |  |  |  |  |  |
|  |                                               |  |  |  |  |  |  |  |  |  |  |  |  |  |  |  |
|  | 26. Guillermo, conde de Gleiberg              |  |  |  |  |  |  |  |  |  |  |  |  |  |  |  |
|  |                                               |  |  |  |  |  |  |  |  |  |  |  |  |  |  |  |
|  |                                               |  |  |  |  |  |  |  |  |  |  |  |  |  |  |  |
|  | 13. Mechtilda de Gleiberg, condesa de Giessen |  |  |  |  |  |  |  |  |  |  |  |  |  |  |  |
|  |                                               |  |  |  |  |  |  |  |  |  |  |  |  |  |  |  |
|  |                                               |  |  |  |  |  |  |  |  |  |  |  |  |  |  |  |
|  | 27. Salomé de Isenburg                        |  |  |  |  |  |  |  |  |  |  |  |  |  |  |  |
|  |                                               |  |  |  |  |  |  |  |  |  |  |  |  |  |  |  |
|  |                                               |  |  |  |  |  |  |  |  |  |  |  |  |  |  |  |
|  | 3. Mechtilda de Tubinga                       |  |  |  |  |  |  |  |  |  |  |  |  |  |  |  |
|  |                                               |  |  |  |  |  |  |  |  |  |  |  |  |  |  |  |
|  |                                               |  |  |  |  |  |  |  |  |  |  |  |  |  |  |  |
|  | 14. Enrique, margrave de Ronsberg             |  |  |  |  |  |  |  |  |  |  |  |  |  |  |  |
|  |                                               |  |  |  |  |  |  |  |  |  |  |  |  |  |  |  |
|  |                                               |  |  |  |  |  |  |  |  |  |  |  |  |  |  |  |
|  | 7.                                            |  |  |  |  |  |  |  |  |  |  |  |  |  |  |  |
|  |                                               |  |  |  |  |  |  |  |  |  |  |  |  |  |  |  |
|  |                                               |  |  |  |  |  |  |  |  |  |  |  |  |  |  |  |
|  | 15. Udilhilda de Gammertingen                 |  |  |  |  |  |  |  |  |  |  |  |  |  |  |  |
|  |                                               |  |  |  |  |  |  |  |  |  |  |  |  |  |  |  |
|  |                                               |  |  |  |  |  |  |  |  |  |  |  |  |  |  |  |